# Parterapeut
En parterapeut interesserer sig for parforhold, kærlighed og parrelationer. Nogle parterapeuter er kliniske psykologer med en universitetsuddannelse med en overbygning i parterapi, nogle uddannet Cand.Pæd.Psyk. eller anden længerevarende uddannelse inden for kommunikation, psykologi og relationer. I Danmark findes der ingen officiel uddannelse til parterapeut, og titlen er derfor ikke beskyttet og kan benyttes af alle. Der findes dog længerevarende private uddannelser inden for parterapi, og i reglen tager det 4 år at erhverve sig en titel som certificeret parterapeut. Der findes endnu ikke nogen dansk autorisation som parterapeut.